# Diócesis de Ratnapura
La diócesis de Ratnapura (en latín: Dioecesis Ratnapuren(sis), en inglés: Roman Catholic Diocese of Ratnapura y en tamil: இரத்தினபுரி மறைமாவட்டத்தின்) es una circunscripción eclesiástica latina de la Iglesia católica en Sri Lanka, sufragánea de la arquidiócesis de Colombo. La diócesis tiene al obispo Antony Wyman Croos, como su ordinario desde el 5 de marzo de 2024. 

## Territorio y organización
La diócesis tiene 4968 km² y extiende su jurisdicción sobre los fieles católicos de rito latino residentes en los distritos de Ratnapura y de Kegalle en la provincia de Sabaragamuwa.
La sede de la diócesis se encuentra en la ciudad de Ratnapura, en donde se halla la Catedral de San Pedro y San Pablo.
En 2020 en la diócesis existían 23 parroquias.

## Historia
La diócesis fue erigida el 2 de noviembre de 1995 con la bula Ad aptius consulendum del papa Juan Pablo II, obteniendo el territorio de la diócesis de Galle.

## Estadísticas
De acuerdo al Anuario Pontificio 2021 la diócesis tenía a fines de 2020 un total de 19 000 fieles bautizados.
| Año                                                                             | Población            | Población | Población      | Sacerdotes | Sacerdotes    | Sacerdotes    | Bautizados por sacerdote | Diáconos permanentes | Religiosos | Religiosos | Parroquias |
| Año                                                                             | Bautizados católicos | Total     | % de católicos | Total      | Clero secular | Clero regular | Bautizados por sacerdote | Diáconos permanentes | Varones    | Mujeres    | Parroquias |
| ------------------------------------------------------------------------------- | -------------------- | --------- | -------------- | ---------- | ------------- | ------------- | ------------------------ | -------------------- | ---------- | ---------- | ---------- |
| 1999                                                                            | 23 428               | 1 738 960 | 1.3            | 25         | 19            | 6             | 937                      |                      | 8          | 80         | 21         |
| 2000                                                                            | 24 612               | 1 739 960 | 1.4            | 28         | 22            | 6             | 879                      |                      | 8          | 80         | 21         |
| 2001                                                                            | 25 525               | 1 766 890 | 1.4            | 27         | 21            | 6             | 945                      |                      | 8          | 80         | 21         |
| 2002                                                                            | 23 352               | 1 769 265 | 1.3            | 28         | 21            | 7             | 834                      |                      | 8          | 76         | 21         |
| 2003                                                                            | 23 698               | 1 797 355 | 1.3            | 28         | 22            | 6             | 846                      |                      | 6          | 71         | 21         |
| 2004                                                                            | 23 812               | 1 797 355 | 1.3            | 28         | 22            | 6             | 850                      |                      | 6          | 70         | 20         |
| 2010                                                                            | 25 712               | 1 896 941 | 1.4            | 31         | 22            | 9             | 829                      |                      | 9          | 52         | 22         |
| 2014                                                                            | 26 520               | 2 032 800 | 1.3            | 39         | 29            | 10            | 680                      |                      | 10         | 64         | 23         |
| 2017                                                                            | 18 500               | 1 968 000 | 0.9            | 42         | 31            | 11            | 440                      |                      | 11         | 65         | 23         |
| 2020                                                                            | 19 000               | 2 033 200 | 0.9            | 29         | 29            |               | 655                      |                      |            | 60         | 23         |
| Fuente: Catholic-Hierarchy, que a su vez toma los datos del Anuario Pontificio. |                      |           |                |            |               |               |                          |                      |            |            |            |

## Episcopologio
- Albert Malcolm Ranjith Patabendige Don (2 de noviembre de 1995-1 de octubre de 2001 nombrado secretario adjunto de la Congregación para la Evangelización de los Pueblos)
- Harold Anthony Perera (29 de enero de 2003-15 de febrero de 2005 nombrado obispo de Galle)
  - Sede vacante (2005-2007)
  - Ivan Tilak Jayasundera (20 de enero de 2006-6 de julio de 2006 renunció) (obispo electo)[3]
- Cletus Chandrasiri Perera, O.S.B.Silv., (4 de mayo de 2007-5 de marzo de 2024).
- Antony Wyman Croos (desde el 5 de marzo de 2024).